# Iodocephalis
Iodocephalis es un género de plantas con flores perteneciente a la familia   Asteraceae. es un género de plantas fanerógamas perteneciente a la familia de las asteráceas. Comprende 2 especies descritas.

## Taxonomía
El género fue descrito por Thorel ex Gagnep. y publicado en Notul. Syst. (Paris) 4: 16. 1920.

## Especies
- Iodocephalus glandulosus Kerr
- Iodocephalus gracilis Thorel ex Gagnep